# Ingiuria
L'ingiuria è l'offesa all'onore e al decoro di una persona. Per la legge italiana un tempo era illecito penale, poi ridotto a illecito civile.

## Nel diritto romano
Il reato discende dalla persecuzione penale della contumelia del diritto romano. La sola invettiva tra presenti, punita più severamente, era una fattispecie dell'iniuria, che, già prevista dalla Legge delle XII tavole, trovò poi la sua regolazione in una lex Cornelia de iniuriis.

## Ordinamento italiano

### Da delitto contro la persona a illecito civile
L'ingiuria era contemplata dall'art. 594 del codice penale: l'offesa all'onore o al decoro di una persona presente era punita con la reclusione fino a sei mesi o con la multa fino a 516 euro. La stessa pena si sarebbe applicata a chi avesse commesso il fatto mediante comunicazione telegrafica o telefonica, o con scritti o disegni, diretti alla persona offesa, mentre la pena era della reclusione fino a un anno o della multa fino a 1.032 euro se l'offesa fosse consistita nell'attribuzione di un fatto determinato. Le pene erano poi aumentate qualora l'offesa fosse stata commessa in presenza di più persone.
La fattispecie faceva parte dei delitti contro l'onore, un gruppo di reati classificati al Capo II del codice penale italiano (artt. 594-599)  per la comune caratteristica di offendere attingendo il valore sociale della persona offesa.
La norma incriminatrice è stata abrogata dal d.lgs. 7/2016, emanato dal Governo Renzi, che ha disposto la depenalizzazione dell'ingiuria, per la quale è prevista una mera sanzione pecuniaria civile.
Questa può essere irrogata solo dal giudice civile all'interno di una causa di risarcimento per danni promossa dalla persona offesa. 
La sanzione va da 100 a 8.000 euro nel caso di ingiuria semplice, mentre per l'ingiuria aggravata la sanzione va da 200 a 12.000 euro.
La presenza della persona offesa costituisce l'elemento di discrimine rispetto alla diffamazione, ancora prevista come fattispecie delittuosa.

### La fattispecie delittuosa

#### Bene giuridico tutelato
In senso soggettivo la dignità è il sentimento e l'idea che ciascuno ha di sé. Per decoro si intende il rispetto e la stima di cui ciascuno gode presso il gruppo sociale. Ambedue i concetti possono essere ricompresi all'interno della reputazione, che fino al 2016 riceveva tutela penalistica  e successivamente, invece, va incardinata nell'ambito della tutela dal danno morale.

#### Consumazione e tentativo
L'illecito è a consumazione istantanea ed il momento consumativo si identifica comunemente con la percezione dell'offesa da parte del soggetto passivo dell'espressione offensiva dell'onore e del decoro. Il tentativo è ritenuto in dottrina ammissibile, ad esempio, nell'ipotesi di uno scritto diretto all'offeso che, idoneamente spedito o presentato per la trasmissione, venga fermato prima del recapito.

#### Ritorsione e provocazione
L'articolo 599 del codice penale, limita anche per questa fattispecie la punibilità, ad esempio «se le offese sono reciproche, il giudice può dichiarare non punibili uno o entrambi gli offensori», ed esclude la punibilità per offese arrecate «nello stato d'ira determinato da un fatto ingiusto altrui, e subito dopo di esso».
La cosiddetta ritorsione è quindi causa di non punibilità speciale per il delitto di ingiuria, e trova verosimilmente fondamento in ragioni di mera opportunità che inducono lo Stato a rinunciare a punire uno o entrambi gli offensori per comportamenti di uguale o simile gravità.
La cosiddetta provocazione, comune sia all'ingiuria che alla diffamazione, è invece variamente configurata in dottrina quale causa di esclusione della colpevolezza, ovvero causa di giustificazione o, infine, quale causa di non punibilità in senso stretto.
Ai sensi dell'art 596 del codice penale l'autore dell'ingiuria non è ammesso a provare la verità dei fatti (esclusione della prova liberatoria) se non in casi espressamente previsti.